# アラン・ホップグッド
アラン・ホップグッド（Alan Hopgood、1934年9月29日 - 2022年3月19日）は、オーストラリアの俳優。

## 出演作品
- ノウイング（ケストラー牧師）
- 青い珊瑚礁